# Pavé aux Algues de Samer
 (octobre 2023).
Si vous disposez d'ouvrages ou d'articles de référence ou si vous connaissez des sites web de qualité traitant du thème abordé ici, merci de compléter l'article en donnant les références utiles à sa vérifiabilité et en les liant à la section « Notes et références ».
Le Pavé aux Algues est un  fromage français fabriqué à Samer dans le Pas-de-Calais.

## Description
C'est un fromage à base de lait de vaches, au lait cru à pâte molle à croûte lavée

### Forme et masse
- Masse 750 grammes

### Caractéristiques
- Matière grasse 45 %

## Production
- Fromagerie Saint-Wulmer, 90 Rue Le Vernicour, 62830 Samer